# Croix de pèlerinage
La croix de pèlerinage est une croix monumentale située sur la commune de Val d'Arcomie, dans le département français du Cantal en région Auvergne-Rhône-Alpes.

## Localisation
La croix est située dans l'ancienne commune française de Saint-Just, sur la place du village.

## Historique
La croix, datant du XVe siècle, se dresse le long d'un chemin secondaire du pèlerinage de Saint-Jacques-de-Compostelle.

## Description
L'œuvre, réalisée en pierre volcanique, comprend un socle avec deux marches sur lesquelles repose un bloc cubique monolithique, dont la partie supérieure est sculptée en creux renversé. Le fût de la croix et le bras transversal sont sculptés dans deux blocs séparés. Au milieu du fût, une sculpture représente le donateur agenouillé, accompagné d'un parchemin. Sur la tige, on trouve une représentation de saint Just, évêque de Lyon et saint patron de la paroisse, entouré de deux bergers, reposant sur une corniche qui encercle la base de la tige. La croix est caractérisée par des traverses courtes et ornées de motifs floraux. 

## Protection
La croix monumentale est inscrite au titre des monuments historiques par arrêté du 21 août 1992.